# Мануел Антонио Пина
Мануел Антонио Пина (на португалски: Manuel António Pina) е португалски писател, поет и журналист.

## Биография и творчество
Мануел Антонио Пина е роден на 18 ноември 1943 г. в Сабугал, Португалия.
Завършил е право. Живеел и работил в град Порто.
Публикувал е редица поетически книги, някои от които са преведени в Испания, Франция, Германия и Съединените щати.
Носител е на наградата Камоинш през 2011 г.